# Atractaspis irregularis
Espèce
Synonymes
- Elaps irregularis Reinhardt, 1843
- Atractaspis bipostocularis Boulenger, 1905
- Atractaspis caudalis Sternfeld, 1908
- Atractaspis conradsi Sternfeld, 1908
- Atractaspis irregularis conradsi Sternfeld, 1908
- Atractaspis coalescens Perret, 1960

Statut de conservation UICN

 LC  : Préoccupation mineure
Atractaspis irregularis est une espèce de serpents de la famille des Lamprophiidae. 

## Répartition
Cette espèce se rencontre :
- en Gambie, en Guinée, au Liberia, en Côte d'Ivoire, au Ghana, au Togo, au Bénin et au Nigeria ;
- au Cameroun, en République centrafricaine, en Guinée équatoriale, au Gabon, en République du Congo, en République démocratique du Congo et dans le nord de l'Angola ;
- en Tanzanie, au Rwanda, au Burundi, en Ouganda, au Kenya, en Éthiopie, en Érythrée, au Soudan du Sud et au Soudan.

## Description
C'est un serpent venimeux.

## Liste des sous-espèces
Selon The Reptile Database (28 juillet 2013) :
- Atractaspis irregularis angeli Laurent, 1950
- Atractaspis irregularis bipostocularis Boulenger, 1905
- Atractaspis irregularis irregularis (Reinhardt, 1843)
- Atractaspis irregularis parkeri Laurent, 1945
- Atractaspis irregularis uelensis Laurent, 1945

## Publications originales
- Boulenger, 1905  : Description of a new snake of the genus Atractaspis from Mount Kenya, British East Africa. Annals and Magazine of Natural History, sér. 7, vol. 15, p. 190 (texte intégral).
- Laurent, 1945 : Contribution a la connaissance du Genre Atractaspis A. Smith. Revue de zoologie et de botanique africaines, vol. 38, p. 312-343.
- Laurent, 1950 : Revision du genre Atractaspis A. SMITH. Institut royal des Sciences naturelles de Belgique, sér. 2, vol. 38, p. 1-49.
- Reinhardt, 1843 : Beskrivelse af nogle nye Slangearter. Det Kongelige Danske videnskabernes Selskabs Skrifter, vol. 10, p. 233-279 (texte intégral).
- Sternfeld, 1908 : Neue und ungenügend bekannte afrikanische Schlangen. Sitzungsberichte der Gesellschaft Naturforschender Freunde zu Berlin, vol. 4, p. 92-95 (texte intégral).